# Valērijs Kravcovs
Valērijs Kravcovs (ros. Валерий Иванович Кравцов, Walerij Iwanowicz Krawcow; ur. 14 października 1961 w Prokopjewsku) – łotewski polityk rosyjskiego pochodzenia, radny Lipawy, w latach 2010–2011 poseł na Sejm X kadencji.

## Życiorys
W latach 1980–1986 kształcił się w Syberyjskim Instytucie Metalurgicznym, następnie zaś studiował w Moskiewskim Instytucie Stali i Stopów (1988–1991). Od 1979 zatrudniony w przemyśle ciężkim. W 1988 podjął pracę w spółce państwowej "Liepājas
Metalurgs" w Lipawie. W latach 1998–2009 pracował jako dyrektor finansowy w firmie "TONUS ELAST".
Działa na rzecz rosyjskiej diaspory, brał udział w zakładaniu Europejskiego Aliansu Rosjan, był delegatem na kongresy wszechrosyjskie. Jest założycielem i przewodniczącym Wspólnoty Rosyjskiej w Lipawie. W 2009 został po raz pierwszy wybrany radnym Lipawy, zaś w następnym roku uzyskał mandat posła na Sejm z listy Centrum Zgody. Nie startował w przyspieszonych wyborach parlamentarnych w 2011.
Żonaty, ma troje dzieci.